# Загороднее (Крым)
За́городнее (до 1948 года Ста́рый Абда́л, Вера́-Абда́л; укр. Загороднє, крымскотат. Eski Abdal, Эски Абдал) — село, вошедшее в состав Симферополя, располагавшееся севере города, вдоль шоссе Обьездная-Ялта на правом берегу реки Абдалка — сейчас микрорайон Загородный.

## Этимология
Топоним Вера́ возможно, происходит от татарского виран — разрушенный, разоренный, опустошенный, ветхий. Абдал — татарское «бродячий дервиш» или, возможно, родоплеменное имя. Старый Абдал был переименован в Загороднее 18 мая 1948 года, но старое название осталось в устном употреблении и также распространилось на Симферопольское городское кладбище, которое расположено в 1 км к северу.

## Ландшафтное окружение
С севера и северо-запада над устьем речки (ручья) Абдалки нависают возвышенности Внешней гряды. После строительства окружной дороги 35К-023 (Восточный обход Симферополя) она ограничила село с северо-востока. На речке Абдалке имеются два некрупных водохранилища, дамба верхнего по течению граничит с насыпью окружной дороги. Нижнее водохранилище, которое непосредственно примыкает к застройке бывшего села, а ныне ул. Ковыльной, сильно заилено.

## История
Поселение Абдал впервые упоминается в 1778 году в «Ведомости о выведенных из Крыма в Приазовье христианах» А. В. Суворова, где записано о 149 выселенных валахах (скорее всего румынах и молдаванах).
В последний период Крымского ханства Абдал относился к Акъмечетскаго каймаканства Акмечетскому кадылыку, что записано в Камеральном Описании Крыма 1784 года. После присоединения Крыма к России (8) 19 апреля 1783 года, (8) 19 февраля 1784 года, именным указом Екатерины II сенату, на территории бывшего Крымского Ханства была образована Таврическая область и деревня была приписана к Симферопольскому уезду. После Павловских реформ, с 1796 по 1802 год, входила в Акмечетский уезд Новороссийской губернии. По новому административному делению, после создания 8 (20) октября 1802 года Таврической губернии, Абдал был включён в состав Кадыкойской волости Симферопольского уезда.
Согласно Ведомости о всех селениях в Перекопском уезде состоящих с показанием в которой волости сколько числом дворов и душ… от 21 октября 1805 года, в Абдале в 17 дворах проживало 122 крымских татарина, а, на военно-топографической карте генерал-майора Мухина 1817 года уже 2 деревни Абдал: выше и ниже по течению реки Абдалки, но только в расположенном выше по течению указано 26 дворов. После волостной реформы 1829 года деревню отнесли к Сарабузской волости (преобразованной из Актачинской). На карте 1836 года в деревне 34 двора, как и на карте 1842 года.
В 1860-х годах, после земской реформы Александра II, деревню приписали к Сарабузской волости. В «Списке населённых мест Таврической губернии по сведениям 1864 года» по результатам VIII ревизии 1864 года во владельческой татарской деревне Абдал, при источнике безименном, записано в 6 дворах 33 жителя и мечеть, а на трёхверстовой карте 1865—1876 года дворов обозначено 18. В «Памятной книге Таврической губернии 1889 года» по результатам Х ревизии 1887 года записаны 2 деревни: Абдал Старый, приписанный к Сарабузской волости, с 11 дворами и 75 жителями (видимо, татарская деревня) и Абдал Новый с 8 дворами и 79 жителями, ещё не приписанный к определённой волости (так было со вновь образованными русскими сёлами).
После земской реформы 1890-х годов деревню передали в состав новой Подгородне-Петровской волости. По «…Памятной книжке Таврической губернии на 1892 год» в деревне Абдал, входившей в Сарабузское сельское общество, числилось 44 жителя в 8 домохозяйствах. По «…Памятной книжке Таврической губернии на 1902 год» в деревне Абдал татарский, входившей в Сарабузское сельское общество, числилось 95 жителей в 15 домохозяйствах. По Статистическому справочнику Таврической губернии. Ч.II-я. Статистический очерк, выпуск шестой Симферопольский уезд, 1915 год, в деревне Абдал Татарский Подгородне-Петровской волости Симферопольского уезда числилось 8 дворов с татарским населением в количестве 38 человек приписных жителей и 11 — «посторонних», из которых 29 мужчин и 20 женщин. В хозяйствах имелось 10 лошадей и 8 коров. Согласно списку 1915 года «…русских подданных из австрийских, венгерских или германских выходцев» землевладельцев, опубликованном в газете «Таврические губернские ведомости» в апреле 1915 года, при деревне Абдал значатся Шнайдер Егор Федорович, владевший участком усадебной земли в 300 квадратных саженей и Гекенлейбе Вильгельм Яковлевич — 21 десятина 2189 кв. саж. пахотной земли.
После установления в Крыму Советской власти, по постановлению Крымревкома от 8 января 1921 года была упразднена волостная система и село включили в состав вновь созданного Сарабузского района Симферопольского уезда, а в 1922 году уезды получили название округов. 11 октября 1923 года, согласно постановлению ВЦИК, в административное деление Крымской АССР были внесены изменения, в результате которых был ликвидирован Сарабузский район и образован Симферопольский и село включили в его состав. Согласно Списку населённых пунктов Крымской АССР по Всесоюзной переписи 17 декабря 1926 года, в селе Абдал Нижний, в составе упразднённого к 1940 году Бахчи-Элинского сельсовета Симферопольского района, числилось 17 дворов, из них 14 крестьянских, население составляло 75 человек. В национальном отношении учтено: 56 русских, 1 украинец, 18 татар.
В 1944 году, после освобождения Крыма от фашистов, 12 августа 1944 года было принято постановление № ГОКО-6372с «О переселении колхозников в районы Крыма» и в сентябре 1944 года в район приехали первые новоселы (214 семей) из Винницкой области, а в начале 1950-х годов последовала вторая волна переселенцев из различных областей Украины. С 25 июня 1946 года Старый Абдал в составе Крымской области РСФСР. Старый Абдал, или Вера-Абдал, был переименован в Загороднее 18 мая 1948 года указом Президиума Верховного Совета РСФСР. 26 апреля 1954 года Крымская область была передана из состава РСФСР в состав УССР. В 1960—1970-х годах Загороднее входило в Каменский сельсовет, в состав города включено решением Крымоблисполкома от 7 апреля 1977 года (по справочнику «Крымская область, 1977 год» — в период с 1 января по 1 июня 1977 года).

## Динамика численности населения
| - 1805 год — 122 чел. - 1864 год — 33 чел. - 1889 год — 154 чел. | - 1892 год — 44 чел. - 1902 год — 95 чел. - 1915 год — 38/11 чел. - 1926 год — 75 чел. |